# Cedar Hills (Utah)
Cedar Hills è un comune degli Stati Uniti d'America, nella contea di Utah nello Stato dello Utah.